# Saint-Sauveur (Alto Garona)
Saint-Sauveur (em occitano:  Sent Salvador) é uma comuna francesa na região administrativa da Occitânia, no departamento do Alto Garona. Estende-se por uma área de 7.04 km², com 1.768 habitantes, segundo o censo de 2018, com uma densidade de 250 hab/km².